# Radio San Jorge
Radio San Jorge es una radioemisora FM argentina de la zona centro de Caleta Olivia que inició sus transmisiones el 7 de mayo de 1989 con la denominación de FM San Jorge SRL, aunque la licencia definitiva y permisos sectoriales le permitieron transmitir con regularidad desde el 1 de julio de 1999. Su nombre rememora a la emisora de radio AM LU21 Radio Golfo San Jorge desaparecida en el año 1983 y al accidente costero del mismo nombre.